# Niemiecko-brytyjski układ morski
 Niemiecko-brytyjski układ morski – traktat brytyjsko-niemiecki dotyczący parytetu wielkości floty brytyjskiej i niemieckiej podpisany 18 czerwca 1935 r. w Londynie. Traktat ograniczał rozwój floty niemieckiej do 35% wielkości floty brytyjskiej sumarycznie oraz w rozbiciu na poszczególne klasy okrętów (okręty liniowe, lotniskowce, ciężkie krążowniki, lekkie krążowniki i niszczyciele). W przypadku okrętów podwodnych limit wynosił 45%. Układ w praktyce znosił ograniczenia i zakazy nałożone na Niemcy traktatem wersalskim w zakresie zbrojeń morskich – choć w Wielkiej Brytanii argumentowano jednak, że stanowi jedynie usankcjonowanie oraz ubranie w ramy traktatowe i tak nieuniknionego potajemnego rozwoju niemieckiej floty. Pierwszy od zakończenia I wojny światowej niemiecki okręt podwodny został przyjęty do służby zaledwie 11 dni po podpisaniu traktatu, a w lipcu tego samego roku Fregattenkapitän Karl Dönitz objął dowództwo pierwszej flotylli niemieckich okrętów podwodnych.